# Aroroy
Aroroy est une localité de la province de Masbate, aux Philippines. En 2015, elle compte 86 168 habitants.